# 庫姆庫利湖
55°25′36″N 61°07′00″E / 55.4267°N 61.1167°E

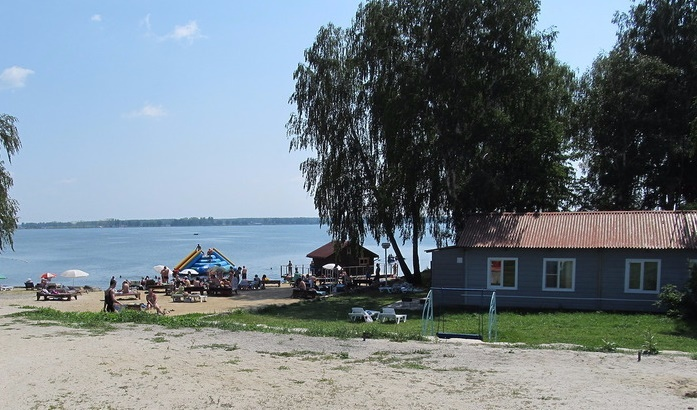

庫姆庫利湖（俄语：Кумкуль），是俄羅斯的湖泊，位於該國西南部車里雅賓斯克州，由阿爾加亞什區負責管轄，長3.09公里、寬2公里，面積5.9平方公里，平均水深6米，最大水深8.2米。